# أس أس سي نورث أمريكا
أس أس سي نورث أمريكا (بالإنجليزية: SSC North America)‏ هي شركة سيارات أمريكية تأسست في 1998. يقع مقرها الرئيسي في ريتشلاند، واشنطن. تتخصص في إنتاج السيارات الرياضية.